# Бајнанс
Бајнанс (енгл. Binance), је глобална компанија под пуним називом Бајнанс Холдингс Лимитед (енгл. Binance Holdings Ltd.) која управља највећом берзом криптовалута. Бајнанс је 2017. године основао Чангпенг Жао (кин: 赵长鹏; пин: Zhào Chángpéng), програмер који је претходно креирао софтвер за високофреквентно трговање. Бајнанс је првобитно имао седиште у Кини, а затим се преселио у Јапан нешто пре него што је кинеска влада увела ограничења компанијама које послују са криптовалутама. Бајнанс је касније напустио Јапан и отишао на Малту и тренутно нема званично седиште.
Бајнанс је током своје историје био предмет тужби и изазова од стране регулаторних органа разних земаља. Као резултат тога, Бајнансу је забрањено да ради или му је наређено да престане са радом у неким земљама и изречене су му новчане казне.

## Историја

### 2013–2017: почетак компаније и исељавање из Кине
Чангпенг Жао је прво основао Фјужн Системс (енгл. Fusion Systems) 2005. године у Шангају; компанија је изградила високофреквентне системе трговања за берзанске посреднике. Године 2013. придружио се Blockchain.info као трећи члан тима овог новчаника за криптовалуте. Мање од годину дана је радио у Океј Коин-у (енгл. OKCoin) као технички директор. Океј Коин је платформа за брзо трговање (енгл. Spot trading) између декрентог новца и дигиталне имовине. На овој позицији 2014. године запослла га је Ји Хе (енгл. Yi He), са којом је неколико година касније суоснивао Бајнанс.
Бајнанс је основан 2017. у Кини, али је иселио своје сервере и седиште пре него што је кинеска влада забранила трговину криптовалутама у септембру 2017. Жао је замолио Хе да се придружи Бајнансу како би помогла да се препишу делови беле књиге за почетну понуду крипто валута вредних 15 милиона долара.

### 2018–2019: лансирање стејблкоина и кршење безбедности
У јануару 2018. Бајнанс је постао највећа светска берза криптовалута са тржишном капитализацијом од 1,3 милијарде долара. Бајнанс је остао најјача берза криптовалута до априла 2021. упркос конкуренцији од Коинбејса (енгл. Coinbase).
У марту 2018. Бајнанс је објавио своје намере да отвори канцеларију на Малти након пооштрених прописа у Јапану и Кини. У априлу 2018. Бајнанс је потписао меморандум о разумевању са владом Бермуда. Неколико месеци касније, сличан меморандум је потписан са Малтешком берзом за развој платформе за трговину сигурносним токенима. У 2019. години, компанија је најавила Бајнанс Џерзи (енгл. Binance Jersey), независно правно лице у односу на матичну берзу Binance.com. Циљ отварања ове независне берзе био је да се прошири пословање у Европи. Берза основана у Џерзију нудила је пакете парова декретног новца и криптовалута, укључујући евро и британску фунту.
У априлу 2018. Бајнанс је покренуо своју хуманитарну фондацију (енгл. Binance Charity Foundation) како би коришћењем блокчејна омогућио хуманитарну помоћ земљама трећег света.
У јуну 2018. Бајнанс и још три компаније прикупиле су 65 милиона долара за спортску блокчејн компанију Чилиз (енгл. Chiliz).
У јулу 2018. Бајнанс је купио Траст Волет (енгл. Trust Wallet; у дословном преводу: Поуздан новчаник). Траст Волет је децентрализовани новчаник за криптовалуте, готовину, Бајнанс акције и одређене количине Бајнансове властите криптовалуте БНБ токена.
У августу 2018. године, Бајнанс је заједно са још три велике берзе прикупио 32 милиона долара за пројекат „стејблкоин“ са циљем стварања криптовалуте без уобичајене нестабилности каква је присутна код биткоина и других популарних дигиталних имовина.
У јануару 2019. Бајнанс је објавио да се удружио са израелским процесором плаћања Симплексом (енгл. Simplex) како би омогућио куповину криптовалута дебитним и кредитним картицама, укључујући Виза и Мастеркард  Куповине би подлегале правилима локалних банака и биле би ограничене на Биткоин, Итиријум Лајткоин и Риплов Екс-ар-пи (енгл. Ripple's XRP).
7. маја 2019. Бајнанс је открио да су хакери украли 7.000 биткоина у вредности од око 40 милиона долара. Извршни директор Бајнанса Чангпенг Жао рекао је да су хакери „користили различите технике, укључујући пецање, вирусе и друге врсте напада. Бајнанс је зауставио даља повлачења и депоновања новца, али је дозволио да се трговина настави. Сајт се обавезао да ће надокнадити новац купцима преко свог Фонда безбедне имовине за кориснике - САФУ (енгл. Secure Asset Fund for Users - SAFU).
У јуну 2019. компанија је најавила да ће забранити коришћење Бајнанса власницима америчких пасоша, и свима који живе у САД, и да ће за те клијенте успоставити нови ентитет binance.us. Касније 2023. године Форбс је објавио документ под називом „Тај Чи“ који је предложио ово регулаторно решење за смањење регулаторног ризика у САД. Бајнанс је оспорио овај документ и тужио Форбс за клевету, да би потом одустао од тужбе.
У септембру 2019. Бајнанс је почело да нуди уговоре трајног терминског тржишта (енгл. perpetual futures), омогућавајући левериџ (финансијски ризик проузрокован дејством фиксних трошкова) до 125 пута већи од вредности уговора.

### 2020–2023: аквизиције и инвестиције
Управа за финансијске услуге Малте - МФСА (енгл. Malta Financial Services Authority - MFSA) је 21. фебруара 2020. издала саопштење за јавност одговарајући на медијске извештаје у којима се Бајнанс помиње као компанија за криптовалуте „са седиштем на Малти“. У саопштењу се наводи да Бајнанс „није овлашћен од стране МФСА да ради у сфери криптовалута и стога није предмет регулаторног надзора од стране МФСА“. МФСА је додала да „процењује да ли Бајнанс има било какве активности на Малти које можда не спадају у домен регулаторног надзора“.
У јулу 2020. Бајнанс је најавио „стратешко партнерство“ са кинеским државним предузећем у оквиру Државне комисије за надзор и управљање државном имовином и да се Бајнанс придружио групи „која има за циљ да олакша“ иницијативу Појас и пут.
Форбс је 28. октобра 2020. објавило документе у којима се наводно види да су Бајнанс и Чангпенг Жао креирали разрађену корпоративну структуру како би обманули регулаторе Сједињених Држава и тајно профитирали од инвеститора криптовалута који се налазе у Америци. "Бајнанс блокира приступ са ИП адреса које се налазе у Сједињеним Државама, али потенцијални купци би били научени како да избегну географска ограничења“, тврди Форбс.
У мају 2021. објављено је да је Бајнанс под истрагом Пореске управе САД и Министарства правде Сједињених Држава због оптужби за прање новца и пореске прекршаје.
У фебруару 2022. Бајнанс је преузео удео од 200 милиона долара у Форбсу. Нејасно је да ли је ова инвестиција икада завршена. У мају 2022. Форбс Глобал Медија Холдингс (енгл. Forbes Global Media Holdings) је одустао од изласка на берзу и спајања са Магнум Опус Аквизишн (енгл. Magnum Opus Acquisition Ltd.) са седиштем у Хонг Конгу. Жао је рекао да се план „мало променио, али да се о њему још увек разговара“. У фебруару 2023. Жао је твитовао своје разочарање што Форбс „наставља да износи неосноване тврдње“ о Бајнансу.
У марту 2022. усред руске акције у Украјини, извршни директор Бајнанса Чангпенг Жао одбио је да забрани корисницима из Русије да користе Бајнанс, наводећи своју посвећеност „финансијској слободи“. Бајнанс је ипак донирао 10 милиона долара за хуманитарне потребе у Украјини.
У априлу 2022. Ројтерс је известио да је 2021. Бајнанс поделио информације са Рос-фин-мониторингом (рус. Федеральная служба по финансовому мониторингу; Росфинмониторинг) о средствима које је прикупила мрежа сарадника Алексеја Наваљног.
У марту 2023. Бајнанс је забранио руским становницима да купују евре и доларе преко своје Бајансове пир-то-пир услуге. Европски корисници су заузврат изгубили могућност куповине руске рубље.
У септембру 2023. Бајнанс је објавио да напушта Русију и продаје своје пословање платформи Ком Екс (енгл. CommEX). Налози руских корисника требали би да буду пребачени на нову платформу у року од годину дана.
27. маја 2022. Бајнанс је регистрован као правно лице у Италији. Извршни директор Чангпенг Жао поделио је информације о регистрацији Бајнанса код француског регулатора тржишта. У то време, компанија је такође тражила регистрацију у више европских земаља, као што су Швајцарска, Шведска, Шпанија, Холандија, Португалија и Аустрија. Бајнанс је регистрован за рад у Шпанији у јулу 2022. и у Шведској у јануару 2023.
13. јуна 2022. године Бајнанс је објавио да корисници у неодређеном временском периоду неће моћи да повуку своја средства која држе у Биткоину, пошто је вредност криптовалута озбиљно опала. Два сата након те објаве, повлачење биткоина је настављено.
Бајнанс има снажно присуство свог бренда у Африци. Бајнанс је спонзорисао Афрички куп нација 2021. Такође води образовање везано за криптовалуте у многим земљама у Африци.
Бајнанс је уложио 500 милиона долара у куповину Твитера од стране Илона Маска. Након што је ова инвестиција закључена у октобру 2022. Бајнанс је најавио стварање тима који ће радити на томе да блокчејн и криптовалуте помогну Твитеру.
8. новембра 2022. Бајнанс је понудио да купи конкурентску берзу криптовалута Еф-Ти-Екс које оперишу ван САД (FTX.com) како би помогао да се покрије њена умањена ликвидност. Бајнанс је сутрадан одустао од уговора наводећи забринутост у вези са пословним праксама Еф-Ти-Екс-а које су под истрагама америчких финансијских регулатора.
30. новембра 2022. Бајнанс је купио берзу Сакура (енгл. Sakura Exchange). Ова аквизиција је омогућила Бајнансу да поново уђе на јапанско тржиште криптовалута.
У јулу 2023. неколико високих руководилаца дало је оставке из компаније. Вол Стрит Журнал је објавио да је Бајнанс смањио своју радну снагу за 1.000 запослених. Си-Ен-Би-Си је известио да би број отпуштеног особља могао износити 3.000 до краја 2023. Жао није негирао да је дошло до отпуштања, али је тврдио да наведени бројеви отпуштених и разлози за одлазак виших руководилаца нису тачни. У јуну 2023. Бајнанс је имао 790 милиона америчких долара у одливу након што је америчка Комисија за хартије од вредности - СЕЦ (енгл. U.S. Securities and Exchange Commission - SEC) објавила своју тужбу. У исто време Форбс је објавио да Бајнанс има 120 милиона корисника широм света. Америчке власти су 21. новембра 2023. осудиле Бајнанс по више оптужби, укључујући кршење Закона о банкарској тајни, прању новца, нелиценцираним преносима новца и кршењем санкција (против Русије). Као део споразума о признању кривице, компанија је пристала да плати казну од 4 милијарде долара, а Чангпенг Жао је поднео оставку на место извршног директора уз казну од 50 милиона долара. Жаоа је наследио Ричард Тенг.
31. јануара 2024. године, америчке жртве Хамасовог напада на Израел 2023. године тужиле су Бајнанс на суду на Менхетну због наводног омогућавања Хамасових терористичких активности обезбеђивањем механизма финансирања Хамаса. Тужиоци укључују ослобођене таоце Хамаса и породице жртава које су убијене у нападу.

## Правни статус

### Америка
У 2019. Бајнанс је забрањен у Сједињеним Државама из регулаторних разлога. Као одговор, Бајнанс и други инвеститори су отворили Binance.US, засебну берзу осмишљену да буде у складу са свим примењивим савезним законима САД. Упркос томе, Binance.US је забрањена у шест америчких савезних држава: Хаваји, Ајдахо, Луизијана, Њујорк, Тексас и Вермонт. У мају 2021. Блумберг Њуз (енгл. Bloomberg News) је известио да је Бајнанс под истрагом Министарства правде и пореске службе Сједињених Држава због наводног прања новца и утаје пореза. У јуну 2022. године, америчка Комисија за хартије од вредности (СЕЦ) покренула је истрагу о Бајнансу како би утврдила да ли је првобитна понуда БНБ токена на берзи 2017. године представљала незакониту продају хартија од вредности. У децембру 2022. Бајнансов амерички ентитет Binance.US су објавио је да ће купити имовину компаније Војаџер Диџитал (енгл. Voyager Digital) за 1,02 милијарде долара. Овај договор је отказан у априлу 2023. због онога што су у Binance.US  назвали "непријатељском и неизвесном регулаторном климом".
Аркам Интелиџенс (енгл. Arkham Intelligence) је у јануару 2023. пружио податке који су идентификовали „наводну везу прања новца“ од Битзлата (енгл. Bitzlato) преко посредних Бајнанс новчаника. Током неколико година, откривено је да је посреднички новчаник депоновао криптовалуте у вредности од 15 милиона долара на Бајнансову платформу.
У фебруару 2023. Ројтерс је известио да је током прва три месеца 2021. Бајнанс пренео преко 404 милиона долара са Binance.US на рачун у Силвергејт банци (енгл. Silvergate Bank) за Мерит Пик компанију (енгл. Merit Peak Ltd.) којом управља Жао. Кетрин Коли (енгл. Catherine Coley), тадашња извршна директорка Binance.US, изјавила је да нико није поменуо „неочекиване“ трансфере. Коли је напустила Binance.US убрзо након тога. Ројтерс је навео да су трансфери довели у питање наводну независност Binance.US у односу на Binance.com. Портпарол Binance.US је, без подробнијег елаборирања, изјавио да су у извештају Ројтерса коришћене "застареле информације".
1. марта 2023. амерички сенатори Елизабет Ворен, Крис Ван Холен (енгл. Chris Van Hollen) и Роџер Маршал (енгл. Roger Marshall) написали су писмо Бајнансу у којем су ову берзу криптовалута описали као „легло илегалних финансијских активности које су омогућиле исплате од преко 10 милијарди долара криминалцима и онима који крше санкције“. У писму су формално тражени документи који се односе на усклађеност Бајнанса са америчким прописима. Комисија за трговину робним фјучерсима (енгл. Commodity Futures Trading Commission - CFTC) је 27. марта 2023. поднела тужбу против Бајнанса и Жаоа Окружном суду Сједињених Држава за северни округ Илиноиса, тврдећи да је Бајнанс намерно избегавао закон САД и кршио правила о дериватима. Агенција је оптужила Бајнанс за кршење правила која имају за циљ да осујете операције прања новца, указујући на интерне комуникације у којима се описују трансакције палестинске милитантне организације Хамас и осумњичених криминалаца, при чему је службеник компаније за извештавање о прању новца наводно написао да „кад приметимо нешто лоше затворимо оба ока". У априлу 2023. откривено је да су три неидентификоване трговачке фирме које се наводе као „ВИП“ клијенти Бајнанса заправо биле Радикс Трејдинг (енгл. Radix Trading), Џејн Стрит Капитал (енгл. Jane Street Capital)  и Тауер Рисерч Капитал (енгл. Tower Research Capital).
У јуну 2023. америчка Комисија за хартије од вредности (СЕЦ) саопштила је да тужи Бајнанс и Жаоа по 13 тачака за наводна кршења америчких правила о хартијама од вредности. 12. септембра 2023. Binance.US је објавио оставку свог генералног директора Брајана Шродера (енгл. Brian Shroder) и смањење радне снаге за око 100 људи, отприлике једну трећину укупно запослних. Binance.US је навео грађанску тужбу СЕЦ-а као лош пример „агресивних покушаја агенције да осакати нашу индустрију“.
У октобру 2023. године, што се поклопило са избијањем рата између Израела и Хамаса, Бајнанс и Тетер су описани као извор финансирања тероризма од стране америчке сенаторке Синтије Лумис (енгл. Cynthia Lummis) и америчког посланика Френча Хила (енгл. French Hill), у писму у коме се позива америчко Министарство правде да се обрачуна са Бајнансом.
У новембру 2023. Бајнанс је пристао на нагодбу да призна кривицу и плати казну од 4,3 милијарде долара. Жао је пристао да плати казну од 50 милиона долара и да се повуче са места генералног директора компаније, али му је било дозвољено да задржи своје власништво као део нагодбе.

### Француска
У мају 2022. године, Бајнанс је добио регулаторно одобрење у Француској које је омогућило компанији да пружа услуге дигиталних средстава у овој земљи. Француска је прва европска земља која је дала Бајнансу регулаторно одобрење. У јуну 2023. париско тужилаштво је објавило да је Бајнанс под прелиминарном истрагом због наводног незаконитог прикривања клијената и прања новца.

### Немачка
У априлу 2021. Савезна управа за финансијски надзор у Немачкој упозорила је да Бајнанс ризикује новчане казне зато што није објавио проспект инвеститора за токене акција које је издао.

### Италија
У јулу 2021. италијанска државна комисија (итал. Commissione Nazionale per le Società e la Borsa) наредила је да се Бајнансу блокира рад. У мају 2022. Бајнанс је добио регулаторно одобрење у Италији, што је омогућило компанији да пружа услуге дигиталних средстава у овој земљи.

### Индија
У августу 2022. године, у оквиру истраге о прању новца, индијска управа за спровођење закона замрзнула је имовину Вазир Екс-а (енгл. WazirX), берзе у власништву Бајнанса. Жао је тврдио да никада нису поседовали Вазир Екс, нити да су поседовали било какав капитал у Занмаи Лабс (енгл. Zanmai Labs) — оперативном ентитету Вазир Екс-а — наводећи "неколико проблема" који су спречили завршетак куповине. Суоснивач Вазир Екс-а, Нишал Шети (енгл. Nischal Shetty), оспорио је Жаове тврдње, изјавивши да је Бајнанс заиста купио Вазир Екс. Финансијско обавештајна агенција Индије је 28. децембра 2022. препоручила блокирање УРЛ-ова девет крипто ентитета, укључујући Бајнанс, на основу неусаглашености ових са одредбама Закона о спречавању прања новца из 2002. (енгл. Prevention of Money Laundering Act, 2002 - PMLA).
12. јануара 2024. Бајнанс апликација је уклоњена из Гугл Плеј продавнице како би се спречило да индијски крипто инвеститори користе ову апликацију.

### Јапан
Јапанска агенција за финансијске услуге је 25. јуна 2021. упозорила Бајнанс да није регистрован за пословање у Јапану. Ово је било друго упозорење које је Бајнанс примио од ове агенције. Претходно је слично упозорење издато 23. марта 2018.

### Велика Британија
У јануару 2021. године, Управа за финансијско пословање Уједињеног Краљевства (енгл. Financial Conduct Authority) почела је да захтева од фирми које се баве криптовалутама да се региструју како би се придржавале мера против прања новца. У јуну 2021.  Управа је наредила Бајнансу да заустави све регулисане активности у Уједињеном Краљевству. У јуну 2023. Управа је забранила Бајнансу да пружа регулисане активности и производе у Великој Британији.